# Peter Ernst I. von Mansfeld-Vorderort
Peter Ernst I. von Mansfeld-Vorderort, nemški vojskovodja, * 20. julij 1517, † 22. maj 1605.
Med 1592 in 1594 je bil guverner Habsburške Nizozemske.